# Борзыкин, Евгений Валентинович
Евге́ний Валентинович Борзы́кин (9 августа 1969, Курск) — советский и российский футболист, футбольный тренер.

## Карьера
Воспитанник курского футбола. Большую часть своей карьеры провёл в местном «Авангарде». Всего за команду в первенствах СССР и России он провел 320 игр и забил 42 мяча. Некоторое время также играл в воронежском «Факеле», троицком «Рассвете» и в «Локомотиве» Лиски. На поле выступал в амплуа защитника и полузащитника.
В 2006—2007 годах возглавлял «Авангард», который к тому моменты выступал в первом дивизионе. После увольнения продолжал оставаться в тренерском штабе команды. Далее возглавлял команды второго дивизиона «Губкин» и «Орёл».